# NGC 4339
NGC 4339 је елиптична галаксија у сазвежђу Девица која се налази на NGC листи објеката дубоког неба.
Деклинација објекта је + 6° 4' 55" а ректасцензија 12h 23m 34,9s. Привидна величина (магнитуда) објекта NGC 4339 износи 11,3 а фотографска магнитуда 12,3. Налази се на удаљености од 18,700 милиона парсека од Сунца. NGC 4339 је још познат и под ознакама UGC 7461, MCG 1-32-36, CGCG 42-68, VCC 648, PGC 40240.